# Maniche (calciatore)
Nuno Ricardo de Olivera Ribeiro, meglio noto come Maniche (OIH pron. ma'niʃɨ) (Lisbona, 11 novembre 1977), è un allenatore di calcio ed ex calciatore portoghese, di ruolo centrocampista. Con la nazionale portoghese è stato vicecampione d'Europa nel 2004.
Il suo nome d'arte è un tributo a Michael Manniche, attaccante danese del Benfica negli anni ottanta.
Ha un fratello di nome Jorge Ribeiro, di ruolo difensore; i due hanno giocato insieme nel Benfica, nella Dinamo Mosca e nella nazionale portoghese.

## Carriera

### Club
Dopo esperienze in varie squadre lusitane, la più importante delle quali al Porto dove si aggiudicò, tra l'altro, una Coppa UEFA e una Champions League, passò al Chelsea, conquistando con i Blues il titolo nazionale nel 2006.
Nel gennaio 2008 si trasferisce in prestito all'Inter dall'Atlético Madrid, esordendo in Serie A nell'incontro vinto 3-2 con il Parma. Autore di un gol nel derby d'Italia del 22 marzo 2008, non sufficiente ai nerazzurri per rimontare la Juventus, vince a fine stagione il campionato. In estate la società milanese non applica il riscatto, col centrocampista che fa rientro a Madrid.
Il 20 luglio 2009 viene ingaggiato dal Colonia, compagine in cui in tutto colleziona 30 presenze e 3 gol. Il 16 giugno 2010, dopo aver rescisso il contratto con il Colonia, firma con lo Sporting Lisbona, ritornando così in patria, ma accade la stessa cosa perché il 6 luglio 2011 il calciatore rescinde il suo contratto anche con la squadra portoghese. Il 13 maggio 2012 si ritira definitivamente dal calcio giocato.

### Dopo il ritiro
Il 12 giugno 2013 viene nominato vice-allenatore del Paços Ferreira, assisterà il nuovo allenatore Costinha.
Nel marzo 2019 viene scelto come ambasciatore per l’Europeo 2020.

### Nazionale
Con la maglia della nazionale portoghese Maniche è stato vice-campione d'Europa agli Europei del 2004 in Portogallo. Non è stato convocato per gli Europei del 2008.

## Statistiche

### Presenze e reti nei club
Statistiche aggiornate al 27 febbraio 2011.
| Stagione               | Squadra                | Campionato             | Campionato | Campionato | Coppa Italia | Coppa Italia | Coppa Italia | Coppe europee | Coppe europee | Coppe europee | Altre coppe | Altre coppe | Altre coppe | Totale | Totale |
| Stagione               | Squadra                | Comp                   | Pres       | Reti       | Comp         | Pres         | Reti         | Comp          | Pres          | Reti          | Comp        | Pres        | Reti        | Pres   | Reti   |
| ---------------------- | ---------------------- | ---------------------- | ---------- | ---------- | ------------ | ------------ | ------------ | ------------- | ------------- | ------------- | ----------- | ----------- | ----------- | ------ | ------ |
| 1995-1996              | Benfica                | PL                     | 0          | 0          | CP           | 0            | 0            | CU            | 2             | 0             | -           | -           | -           | 2      | 0      |
| 1996-1997              | Alverca                | SL                     | 23         | 2          | CP           | 0            | 0            | -             | -             | -             | -           | -           | -           | 23     | 2      |
| 1997-1998              | Alverca                | SL                     | 29         | 5          | CP           | 0            | 0            | -             | -             | -             | -           | -           | -           | 29     | 5      |
| 1998-1999              | Alverca                | PD                     | 26         | 3          | CP           | 0            | 0            | -             | -             | -             | -           | -           | -           | 26     | 3      |
| Totale Alverca         | Totale Alverca         | Totale Alverca         | 78         | 10         |              | 0            | 0            |               | -             | -             |             | -           | -           | 78     | 10     |
| 1999-2000              | Benfica                | PL                     | 28         | 10         | CP           | 0            | 0            | CU            | 6             | 1             | -           | -           | -           | 34     | 11     |
| 2000-2001              | Benfica                | PL                     | 26         | 1          | CP           | 0            | 0            | CU            | 2             | 0             | -           | -           | -           | 28     | 1      |
| 2001-2002              | Benfica                | PL                     | 0          | 0          | CP           | 0            | 0            | -             | -             | -             | -           | -           | -           | 0      | 0      |
| Totale Benfica         | Totale Benfica         | Totale Benfica         | 54         | 11         |              | 0            | 0            |               | 10            | 1             |             | -           | -           | 64     | 12     |
| 2002-2003              | Porto                  | PL                     | 29         | 6          | CP           | 0            | 0            | CU            | 12            | 2             | SP          | 1           | 0           | 42     | 8      |
| 2003-2004              | Porto                  | PL                     | 31         | 6          | CP           | 0            | 0            | UCL           | 12            | 3             | SP+SU       | 1+1         | 0           | 45     | 9      |
| 2004-2005              | Porto                  | PL                     | 20         | 3          | CP           | 0            | 0            | UCL           | 8             | 0             | SU+CInt     | 1+1         | 0           | 30     | 3      |
| Totale Porto           | Totale Porto           | Totale Porto           | 80         | 15         |              | 0            | 0            |               | 32            | 5             |             | 5           | 0           | 117    | 20     |
| 2005-gen. 2006         | Dinamo Mosca           | PL                     | 12         | 2          | CR           | 0            | 0            | -             | -             | -             | -           | -           | -           | 12     | 2      |
| gen.-giu. 2006         | Chelsea                | PL                     | 8          | 0          | FACup+CdL    | 3+0          | 0            | UCL           | 0             | 0             | -           | -           | -           | 11     | 0      |
| 2006-2007              | Atlético Madrid        | PD                     | 28         | 4          | CR           | 2            | 0            | -             | -             | -             | -           | -           | -           | 30     | 4      |
| 2007-gen. 2008         | Atlético Madrid        | PD                     | 15         | 2          | CR           | 0            | 0            | Int+CU        | 2+5           | 0             | -           | -           | -           | 22     | 2      |
| gen.-giu. 2008         | Inter                  | A                      | 8          | 1          | CI           | 3            | 0            | UCL           | 0             | 0             | -           | -           | -           | 11     | 1      |
| 2008-2009              | Atlético Madrid        | PD                     | 21         | 1          | CR           | 2            | 0            | UCL           | 9             | 1             | -           | -           | -           | 32     | 2      |
| Totale Atlético Madrid | Totale Atlético Madrid | Totale Atlético Madrid | 64         | 7          |              | 4            | 0            |               | 16            | 1             |             | -           | -           | 84     | 8      |
| 2009-2010              | Colonia                | BL                     | 26         | 2          | CG           | 4            | 1            | -             | -             | -             | -           | -           | -           | 30     | 3      |
| 2010-2011              | Sporting Lisbona       | PL                     | 17         | 1          | CP+CdL       | 1+1          | 0            | UEL           | 9             | 3             | -           | -           | -           | 28     | 4      |
| Totale carriera        | Totale carriera        | Totale carriera        | 347        | 49         |              | 16           | 1            |               | 67            | 10            |             | 5           | 0           | 435    | 60     |

### Cronologia presenze e reti in nazionale
| Cronologia completa delle presenze e delle reti in nazionale ― Portogallo | Cronologia completa delle presenze e delle reti in nazionale ― Portogallo | Cronologia completa delle presenze e delle reti in nazionale ― Portogallo | Cronologia completa delle presenze e delle reti in nazionale ― Portogallo | Cronologia completa delle presenze e delle reti in nazionale ― Portogallo | Cronologia completa delle presenze e delle reti in nazionale ― Portogallo | Cronologia completa delle presenze e delle reti in nazionale ― Portogallo | Cronologia completa delle presenze e delle reti in nazionale ― Portogallo |
| Data                                                                      | Città                                                                     | In casa                                                                   | Risultato                                                                 | Ospiti                                                                    | Competizione                                                              | Reti                                                                      | Note                                                                      |
| ------------------------------------------------------------------------- | ------------------------------------------------------------------------- | ------------------------------------------------------------------------- | ------------------------------------------------------------------------- | ------------------------------------------------------------------------- | ------------------------------------------------------------------------- | ------------------------------------------------------------------------- | ------------------------------------------------------------------------- |
| 29-3-2003                                                                 | Porto                                                                     | Portogallo                                                                | 2 – 1                                                                     | Brasile                                                                   | Amichevole                                                                | -                                                                         | 77’                                                                       |
| 2-4-2003                                                                  | Losanna                                                                   | Macedonia                                                                 | 0 – 1                                                                     | Portogallo                                                                | Amichevole                                                                | -                                                                         | 67’                                                                       |
| 30-4-2003                                                                 | Rotterdam                                                                 | Paesi Bassi                                                               | 1 – 1                                                                     | Portogallo                                                                | Amichevole                                                                | -                                                                         | 46’                                                                       |
| 6-6-2003                                                                  | Braga                                                                     | Portogallo                                                                | 0 – 0                                                                     | Paraguay                                                                  | Amichevole                                                                | -                                                                         |                                                                           |
| 10-6-2003                                                                 | Oeiras                                                                    | Portogallo                                                                | 4 – 0                                                                     | Bolivia                                                                   | Amichevole                                                                | -                                                                         | 46’                                                                       |
| 20-8-2003                                                                 | Chaves                                                                    | Portogallo                                                                | 1 – 0                                                                     | Kazakistan                                                                | Amichevole                                                                | -                                                                         | 46’                                                                       |
| 6-9-2003                                                                  | Guimarães                                                                 | Portogallo                                                                | 0 – 3                                                                     | Spagna                                                                    | Amichevole                                                                | -                                                                         | 79’                                                                       |
| 29-5-2004                                                                 | Águeda                                                                    | Portogallo                                                                | 3 – 0                                                                     | Lussemburgo                                                               | Amichevole                                                                | -                                                                         | 59’                                                                       |
| 5-6-2004                                                                  | Setúbal                                                                   | Portogallo                                                                | 4 – 1                                                                     | Lituania                                                                  | Amichevole                                                                | -                                                                         | 46’                                                                       |
| 12-6-2004                                                                 | Porto                                                                     | Portogallo                                                                | 1 – 2                                                                     | Grecia                                                                    | Euro 2004 - 1º Turno                                                      | -                                                                         |                                                                           |
| 16-6-2004                                                                 | Lisbona                                                                   | Russia                                                                    | 0 – 2                                                                     | Portogallo                                                                | Euro 2004 - 1º Turno                                                      | 1                                                                         |                                                                           |
| 20-6-2004                                                                 | Lisbona                                                                   | Spagna                                                                    | 0 – 1                                                                     | Portogallo                                                                | Euro 2004 - 1º Turno                                                      | -                                                                         |                                                                           |
| 24-6-2004                                                                 | Lisbona                                                                   | Portogallo                                                                | 2 – 2 dts (6 – 5 dtr)                                                     | Inghilterra                                                               | Euro 2004 - Quarti di finale                                              | -                                                                         |                                                                           |
| 30-6-2004                                                                 | Lisbona                                                                   | Portogallo                                                                | 2 – 1                                                                     | Paesi Bassi                                                               | Euro 2004 - Semifinale                                                    | 1                                                                         | 87’                                                                       |
| 4-7-2004                                                                  | Lisbona                                                                   | Portogallo                                                                | 0 – 1                                                                     | Grecia                                                                    | Euro 2004 - Finale                                                        | -                                                                         |                                                                           |
| 4-9-2004                                                                  | Riga                                                                      | Lettonia                                                                  | 0 – 2                                                                     | Portogallo                                                                | Qual. Mondiali 2006                                                       | -                                                                         |                                                                           |
| 8-9-2004                                                                  | Leiria                                                                    | Portogallo                                                                | 4 – 0                                                                     | Estonia                                                                   | Qual. Mondiali 2006                                                       | -                                                                         | 46’                                                                       |
| 9-10-2004                                                                 | Vaduz                                                                     | Liechtenstein                                                             | 2 – 2                                                                     | Portogallo                                                                | Qual. Mondiali 2006                                                       | -                                                                         |                                                                           |
| 13-10-2004                                                                | Lisbona                                                                   | Portogallo                                                                | 7 – 1                                                                     | Russia                                                                    | Qual. Mondiali 2006                                                       | -                                                                         | 73’                                                                       |
| 17-11-2004                                                                | Lussemburgo                                                               | Lussemburgo                                                               | 0 – 5                                                                     | Portogallo                                                                | Qual. Mondiali 2006                                                       | 1                                                                         | 79’                                                                       |
| 26-3-2005                                                                 | Barcelos                                                                  | Portogallo                                                                | 4 – 1                                                                     | Canada                                                                    | Amichevole                                                                | -                                                                         | 46’                                                                       |
| 30-3-2005                                                                 | Bratislava                                                                | Slovacchia                                                                | 1 – 1                                                                     | Portogallo                                                                | Qual. Mondiali 2006                                                       | -                                                                         |                                                                           |
| 4-6-2005                                                                  | Lisbona                                                                   | Portogallo                                                                | 2 – 0                                                                     | Slovacchia                                                                | Qual. Mondiali 2006                                                       | -                                                                         |                                                                           |
| 8-6-2005                                                                  | Tallinn                                                                   | Estonia                                                                   | 0 – 1                                                                     | Portogallo                                                                | Qual. Mondiali 2006                                                       | -                                                                         | 73’                                                                       |
| 3-9-2005                                                                  | Faro                                                                      | Portogallo                                                                | 6 – 0                                                                     | Lussemburgo                                                               | Qual. Mondiali 2006                                                       | -                                                                         | 46’                                                                       |
| 7-9-2005                                                                  | Mosca                                                                     | Russia                                                                    | 0 – 0                                                                     | Portogallo                                                                | Qual. Mondiali 2006                                                       | -                                                                         | 83’                                                                       |
| 8-10-2005                                                                 | Aveiro                                                                    | Portogallo                                                                | 2 – 1                                                                     | Liechtenstein                                                             | Qual. Mondiali 2006                                                       | -                                                                         | 70’                                                                       |
| 12-10-2005                                                                | Porto                                                                     | Portogallo                                                                | 3 – 0                                                                     | Lettonia                                                                  | Qual. Mondiali 2006                                                       | -                                                                         |                                                                           |
| 1-3-2006                                                                  | Düsseldorf                                                                | Portogallo                                                                | 3 – 0                                                                     | Arabia Saudita                                                            | Amichevole                                                                | 1                                                                         | 46’                                                                       |
| 27-5-2006                                                                 | Évora                                                                     | Portogallo                                                                | 4 – 1                                                                     | Capo Verde                                                                | Amichevole                                                                | -                                                                         | 46’                                                                       |
| 3-6-2006                                                                  | Metz                                                                      | Lussemburgo                                                               | 0 – 3                                                                     | Portogallo                                                                | Amichevole                                                                | -                                                                         | 68’                                                                       |
| 11-6-2006                                                                 | Colonia                                                                   | Angola                                                                    | 0 – 1                                                                     | Portogallo                                                                | Mondiali 2006 - 1º turno                                                  | -                                                                         | 71’                                                                       |
| 17-6-2006                                                                 | Francoforte sul Meno                                                      | Portogallo                                                                | 2 – 0                                                                     | Iran                                                                      | Mondiali 2006 - 1º turno                                                  | -                                                                         |                                                                           |
| 21-6-2006                                                                 | Gelsenkirchen                                                             | Portogallo                                                                | 2 – 1                                                                     | Messico                                                                   | Mondiali 2006 - 1º turno                                                  | 1                                                                         | 69’                                                                       |
| 25-6-2006                                                                 | Norimberga                                                                | Portogallo                                                                | 1 – 0                                                                     | Paesi Bassi                                                               | Mondiali 2006 - Ottavi di finale                                          | 1                                                                         | 20’                                                                       |
| 1-7-2006                                                                  | Gelsenkirchen                                                             | Inghilterra                                                               | 0 – 0 dts (1 – 3 dtr)                                                     | Portogallo                                                                | Mondiali 2006 - Quarti di finale                                          | -                                                                         |                                                                           |
| 5-7-2006                                                                  | Monaco di Baviera                                                         | Portogallo                                                                | 0 – 1                                                                     | Francia                                                                   | Mondiali 2006 - Semifinale                                                | -                                                                         |                                                                           |
| 8-7-2006                                                                  | Stoccarda                                                                 | Germania                                                                  | 3 – 1                                                                     | Portogallo                                                                | Mondiali 2006 - Finale 3º posto                                           | -                                                                         |                                                                           |
| 7-10-2006                                                                 | Porto                                                                     | Portogallo                                                                | 3 – 0                                                                     | Azerbaigian                                                               | Qual. Euro 2008                                                           | 2                                                                         | 64’                                                                       |
| 11-10-2006                                                                | Chorzów                                                                   | Polonia                                                                   | 2 – 1                                                                     | Portogallo                                                                | Qual. Euro 2008                                                           | -                                                                         | 83’                                                                       |
| 8-9-2007                                                                  | Lisbona                                                                   | Portogallo                                                                | 2 – 2                                                                     | Polonia                                                                   | Qual. Euro 2008                                                           | 1                                                                         |                                                                           |
| 12-9-2007                                                                 | Lisbona                                                                   | Portogallo                                                                | 1 – 1                                                                     | Serbia                                                                    | Qual. Euro 2008                                                           | -                                                                         | 83’                                                                       |
| 13-10-2007                                                                | Baku                                                                      | Azerbaigian                                                               | 0 – 2                                                                     | Portogallo                                                                | Qual. Euro 2008                                                           | -                                                                         |                                                                           |
| 17-10-2007                                                                | Almaty                                                                    | Kazakistan                                                                | 1 – 2                                                                     | Portogallo                                                                | Qual. Euro 2008                                                           | -                                                                         | 33’ 60’                                                                   |
| 17-11-2007                                                                | Leiria                                                                    | Portogallo                                                                | 1 – 0                                                                     | Armenia                                                                   | Qual. Euro 2008                                                           | -                                                                         |                                                                           |
| 21-11-2007                                                                | Porto                                                                     | Portogallo                                                                | 0 – 0                                                                     | Finlandia                                                                 | Qual. Euro 2008                                                           | -                                                                         | 72’                                                                       |
| 6-2-2008                                                                  | Zurigo                                                                    | Italia                                                                    | 3 – 1                                                                     | Portogallo                                                                | Amichevole                                                                | -                                                                         | 62’                                                                       |
| 6-9-2008                                                                  | Ta' Qali                                                                  | Malta                                                                     | 0 – 4                                                                     | Portogallo                                                                | Qual. Mondiali 2010                                                       | -                                                                         | 63’                                                                       |
| 10-9-2008                                                                 | Lisbona                                                                   | Portogallo                                                                | 2 – 3                                                                     | Danimarca                                                                 | Qual. Mondiali 2010                                                       | -                                                                         |                                                                           |
| 19-11-2008                                                                | Gama                                                                      | Brasile                                                                   | 6 – 2                                                                     | Portogallo                                                                | Amichevole                                                                | -                                                                         | 84’                                                                       |
| 11-2-2009                                                                 | Faro                                                                      | Portogallo                                                                | 1 – 0                                                                     | Finlandia                                                                 | Amichevole                                                                | -                                                                         | 46’                                                                       |
| 31-3-2009                                                                 | Losanna                                                                   | Portogallo                                                                | 2 – 0                                                                     | Sudafrica                                                                 | Amichevole                                                                | -                                                                         | 57’                                                                       |
| Totale                                                                    |                                                                           | Presenze                                                                  | 52                                                                        |                                                                           | Reti                                                                      | 10                                                                        |                                                                           |

## Palmarès

### Club

#### Competizioni nazionali
- Campionato portoghese: 2

Porto: 2002-2003, 2003-2004
- Coppa del Portogallo: 1

Porto: 2002-2003
- Supercoppa di Portogallo: 2

Porto: 2004, 2005
- Campionato inglese: 1

Chelsea: 2005-2006
- Campionato italiano: 1

Inter: 2007-2008

#### Competizioni internazionali
- Coppa UEFA: 1

Porto: 2002-2003
- UEFA Champions League: 1

Porto: 2003-2004
- Coppa Intercontinentale: 1

Porto: 2004

### Individuale
- Miglior giocatore della Coppa Intercontinentale: 1

2004
- All-Star Team dei Mondiali: 1

Germania 2006